# 김수자 (성우)
김수자(1947년 11월 8일 ~ )는 대한민국의 성우이다. 1961년 EBS 특기 성우로 데뷔하였다.